# زینبی
زینبی، روستایی در دهستان رمکان بخش مرکزی شهرستان قشم در استان هرمزگان ایران است.

## جمعیت
بر پایه سرشماری عمومی نفوس و مسکن در سال ۱۳۹۵، جمعیت این روستا برابر با ۱٬۵۷۲ نفر (۴۱۸ خانوار) بوده‌است.